# Kaohsiung International Airport

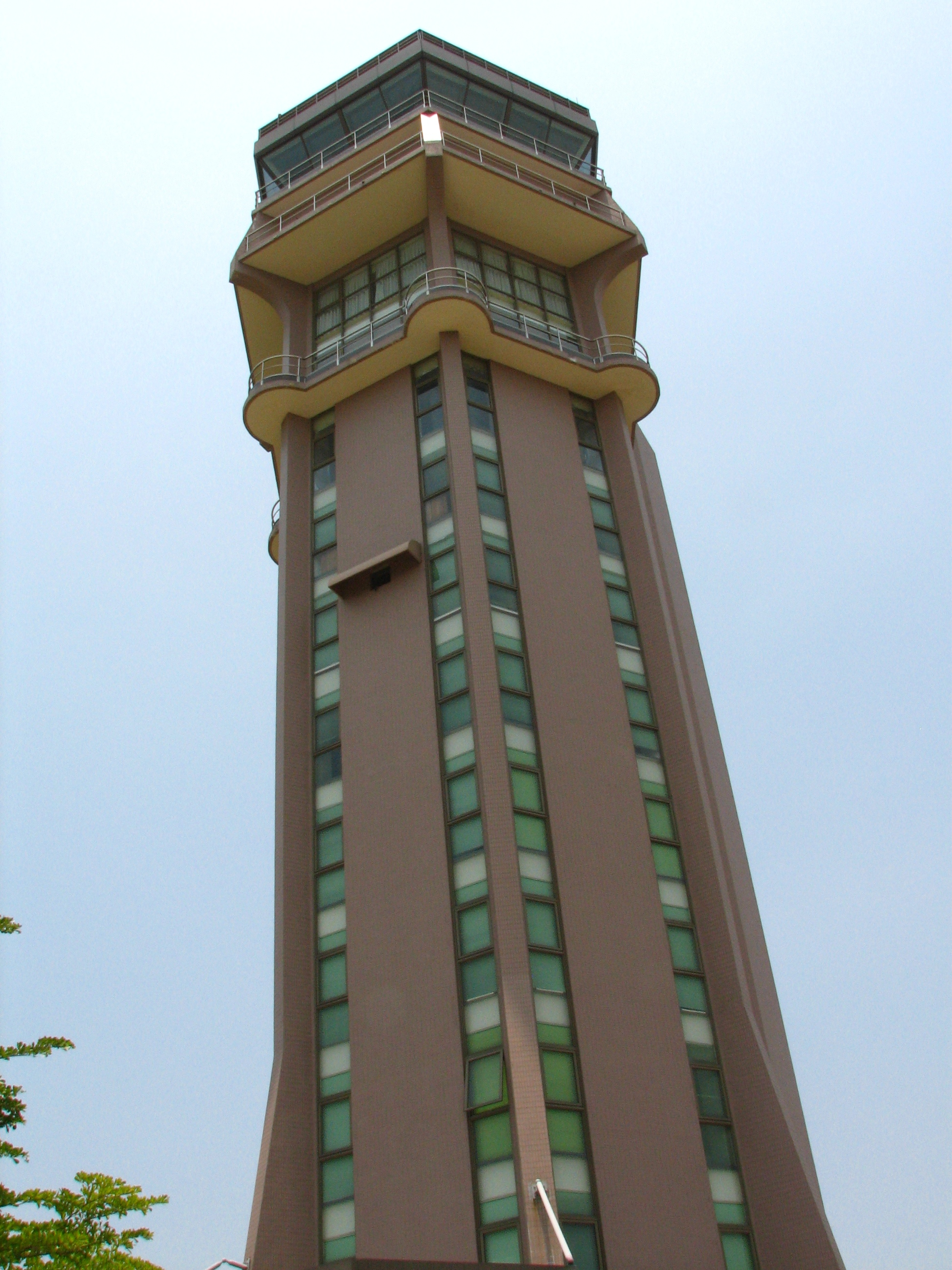
Toren van de luchtverkeersleiding

Kaohsiung International Airport is een internationaal vliegveld in het zuidwesten van Taiwan nabij de havenstad Kaohsiung. Het is een van de drie Taiwanese vliegvelden met reguliere internationale vluchten.

## Achtergrond
Het vliegveld in 1938 geopend als militaire basis voor de Japanse Keizerlijke Marine. Na de oorlog kwam het in handen van de Taiwanese regering die het als militaire basis bleef gebruiken. Pas in 1965 werden civiele vluchten op het vliegveld toegelaten. Aanvankelijk werden alleen binnenlandse vluchten verwerkt, maar in 1969 werden ook internationale vluchten toegestaan. Vanaf 1972 worden er reguliere vluchten op buitenlandse bestemmingen aangeboden.

## Terminals
De luchthaven telt twee terminals die met elkaar in verbinding staan. De terminal voor het binnenlands vliegverkeer kwam in 1965 in gebruik. De terminal is later uitgebreid en gemoderniseerd, maar passagierbruggen ontbreken die de terminal en vliegtuigen verbinden. Deze terminal verwerkte ook internationale passagiers tot de tweede terminal in 1997 in gebruik werd genomen. Deze internationale terminal heeft wel slurven. Passagiers die via de Internationale luchthaven Taiwan Taoyuan een buitenlandse reis maken, gaan hier door de douane hetgeen tijd bespaard in Taipei.  

## Vervoerscijfers
De daling van het aantal passagiers in 2007 en 2008 was het directe gevolg van de opening van de hogesnelheidstrein tussen Taipei en Kaohsiung. Ruim twee derde van het totaal aantal passagiers komt of gaat naar het buitenland. 
| Jaar | Totaal passagiers | Totaal vracht (in ton) | Totaal vliegtuigbewegingen |
| ---- | ----------------- | ---------------------- | -------------------------- |
| 2004 | 7.586.640         | 87.758                 | 86.167                     |
| 2005 | 7.374.217         | 81.453                 | 81.718                     |
| 2006 | 7.130.321         | 76.997                 | 78.603                     |
| 2007 | 5.717.242         | 70.241                 | 67.149                     |
| 2008 | 4.160.515         | 62.139                 | 47.793                     |
| 2009 | 3.661.023         | 54.382                 | 40.335                     |
| 2010 | 4.053.069         | 64.851                 | 41.300                     |
| 2011 | 4.050.413         | 55.364                 | 42.596                     |
| 2012 | 4.464.926         | 54.105                 | 45.302                     |
| 2013 | 4.645.920         | 55.112                 | 46.721                     |
| 2014 | 5.397.021         | 68.767                 | 51.681                     |
| 2015 | 6.001.487         | 63.031                 | 55.685                     |
| 2016 | 6.416.681         | 71.448                 | 57.446                     |
| 2017 | 6.479.183         | 81.555                 | 51.768                     |